# Nicanor Yñiguez
Nicanor Espina Yñiguez Sr. (Maasin, 6 novembre 1915 – Maasin, 13 aprile 2007) è stato un politico filippino.
Legò il proprio nome allo scenario politico della provincia di Leyte tra gli anni cinquanta e ottanta del XX secolo, venendo più volte eletto alla Camera dei rappresentanti. Nel 1959 fu il principale artefice della creazione della provincia di Leyte Meridionale, venendo per questo soprannominato Il padre di Leyte Meridionale.
Tra il 1984 e il 1986 fu Speaker dell'Assemblea Nazionale Regolare, organo corrispondente alla Camera dei rappresentanti durante gli ultimi anni dell'amministrazione di Ferdinand Marcos.

## Biografia
Nativo di Maasin, si laureò pressò l'Università Silliman nel 1935 e poi studiò giurisprudenza presso la prestigiosa Università delle Filippine. Qui si unì alla confraternita studentesca Upsilon Sigma Phi, dove conobbe Ferdinand Marcos, anch'egli studente di legge.

### Membro della Camera dei rappresentanti
Ottenne l'accesso all'esame di abilitazione alla professione di avvocato nel 1940 e una volta superato iniziò a lavorare nello studio legale Hernandez, Velicaria, Vibar & Santiago. Iscrittosi al Partito Nazionalista delle Filippine e sposatosi nel frattempo con Salvacion Oppus, componente di una nota famiglia politica, nel  dicembre 1957 compì egli stesso il suo ingresso nel mondo politico sconfiggendo il liberale Francisco M. Pajao per la carica di rappresentante del terzo distretto della provincia di Leyte. Pajao, eletto nel 1946, era considerato uno stretto alleato del suocero di Yñiguez, il deputato Tomás Oppus.
Durante il suo primo mandato presentò una proposta di legge volta a separare una parte di Leyte dal resto della provincia e creare così la provincia di Leyte Meridionale. Il disegno di legge fu accolto il 22 maggio 1959, quando il Presidente Carlos P. Garcia firmò il Republic Act Nº 2227: la neonata provincia di Leyte Meridionale venne ufficialmente inaugurata il 1º luglio 1960, includendo un totale di sedici municipalità, e Maasin fu selezionata come suo capoluogo.
Il 30 dicembre 1961, al termine del suo mandato, venne quindi eletto rappresentante inaugurale del distretto legislativo di Leyte Meridionale, carica che ricoprì sino al 23 settembre 1972, quando il Presidente Ferdinand Marcos dichiarò la legge marziale nelle Filippine in risposta al clima di anarchia e di incertezza venutosi a creare nei mesi precedenti. Mentre quasi la totalità del Partito Liberale aveva accusato Marcos di voler rimanere in carica oltre il suo secondo mandato, il Partito Nazionalista mantenne le distanze dall'opposizione e diversi suoi esponenti, tra cui Yñiguez, sostennero apertamente le decisioni del capo di Stato.

### Membro e Presidente dell'Assemblea nazionale regolare
La Camera dei rappresentanti, sospesa nel 1972, fu riformata nell'Assemblea nazionale temporanea (in filippino Interim Batasang Pambansa) – il Parlamento di transizione monocamerale istituito dalla nuova costituzione del 1973, attivo tra il 1978 e il 1984 – e infine nell'Assemblea nazionale regolare (Regular Batasang Pambansa), con l'adesione di molti politici alla maggioranza del Movimento della Nuova Società (Kilusang Bagong Lipunan o KBL). Salito ai vertici del KBL, nel 1984 Yñiguez fu eletto nell'Assemblea nazionale regolare, in rappresentanza del distretto legislativo di Leyte Meridionale, di cui fu tra l'altro Speaker. Tale importante carica lo avrebbe reso Presidente delle Filippine in caso di morte di Marcos, in quel periodo già afflitto dal lupus, sino allo svolgimento di nuove elezioni per determinare il nuovo capo di Stato.
Yñiguez rimase alleato di Marcos anche negli ultimi travagliati anni della sua amministrazione. Le elezioni presidenziali del 7 febbraio 1986, che videro opposto Marcos alla vedova di Benigno Aquino, Corazon Cojuangco-Aquino, generarono un clima di grande apprensione per la sorte dell'arcipelago. Il 16 febbraio, dinnanzi al Batasan di Quezon City, annunciò il risultato elettorale, dichiarando Marcos vincitore con un margine di oltre un milione e mezzo di voti secondo i conteggi ufficiali della Commissione per le elezioni (Comelec). I risultati furono però rifiutati dalla Aquino e dalla sua cerchia politica, composta prevalentemente da dissidenti del governo e attivisti della sinistra radicale, che accusarono Marcos di brogli elettorali. Dopo dieci giorni di manifestazioni ininterrotte, la rivoluzione EDSA portò alla cacciata forzata di Marcos e all'esilio del Presidente nelle Hawaii.

### Dopo la rivoluzione EDSA: il fallito colpo di Stato e gli ultimi anni
Con l'instaurazione del governo di Corazon Aquino, fu tra i pochi volti di spicco della nuova opposizione, ora rimasta estremamente indebolita con l'addio di Marcos. La permanenza di Yñiguez presso l'Assemblea venne quindi interrotta per volere della nuova amministrazione, che ordinò le dimissioni di tutti gli esponenti politici nazionali e locali affiliati al vecchio governo. Sia Marcos che il suo vicepresidente Arturo Tolentino, anch'egli dichiarato vincitore alle elezioni del 1986, non smisero mai di autoproclamarsi, rispettivamente, come Presidente e Vicepresidenti legittimi delle Filippine. Tra il 6 e l'8 luglio Yniguez, Tolentino e gli ex parlamentari Salvador Britanico e Rafael Recto decisero di insorgere per abbattere il governo Aquino: assieme ad altri alleati politici e militari fedeli alla vecchia amministrazione occuparono per 38 ore il lussuoso Manila Hotel, rivendicando il diritto alla Presidenza di Tolentino per via dell'esilio di Marcos. Il colpo di Stato fallì, stroncato dai soldati fedeli alla Aquino al culmine di una lunga trattativa, mentre Marcos negò ogni tipo di coinvolgimento. Il gruppo fu poi prosciolto dalle accuse di ribellione dopo aver riconosciuto il nuovo governo tramite giuramento.
Nel maggio 1987 tentò l'ingresso al Senato delle Filippine alle elezioni parlamentari di quell'anno, dominate dalla coalizione pro-Aquino Laban, ma si classificò solamente 53º su 84 candidati con quasi un milione e mezzo di voti.
Dopo la morte di Marcos avvenuta il 28 settembre 1989 nelle Hawaii, fu tra coloro che spinsero maggiormente per il ritorno delle spoglie dell'ex Presidente nelle Filippine. Nel gennaio 1990, durante le cerimonie per la sepoltura di doña Josefa Edralin – madre di Ferdinand Marcos e il cui corpo fu imbalsamato per 20 mesi al fine di permettere una sepoltura congiunta, dando vita a un caso mediatico –, criticò nuovamente la decisione di Corazon Aquino di non permettere il ritorno in patria delle spoglie di Marcos, definendo il governo come «vendicativo».
Il Movimento della Nuova Società, da lui rifondato, si impegnò nella ricerca di una figura che potesse rappresentare l'opposizione. All'approssimarsi delle presidenziali del 1992 il partito si divise in due: un'ala, capeggiata da Yñiguez, sostenne la candidatura di Eduardo Cojuangco Jr., mentre un'altra fazione, il cui leader era l'avvocato Vicente Millora, appoggiò quella dell'ex first lady Imelda Marcos. Conseguentemente, nel 1992 la fazione di Yñiguez lasciò il Movimento per confluire assieme a membri del Partito Nazionalista in una nuova entità politica, poi divenuta nota come Coalizione Popolare Nazionalista. Cojuangco arrivò terzo nella corsa alla presidenza, che vide il trionfo dell'ex generale di Marcos Fidel V. Ramos.
Dopo le elezioni del 1992 si ritirò a vita privata. Malato da tempo, morì il 13 aprile 2007 al Salvacion Oppus-Yñiguez Memorial Provincial Hospital di Maasin per una polmonite, all'età di 92 anni.

## Vita privata
Nel 1939 sposò la nota cantante d'opera Salvacion Oppus (1918-2005), quest'ultima figlia del politico Tomas Oppus, il deputato più longevo della Camera dei rappresentanti delle Filippine con 24 anni ininterrotti di mandato. La coppia ebbe due figli, Rosette e Alfredo.